# Moord op Joe Van Holsbeeck

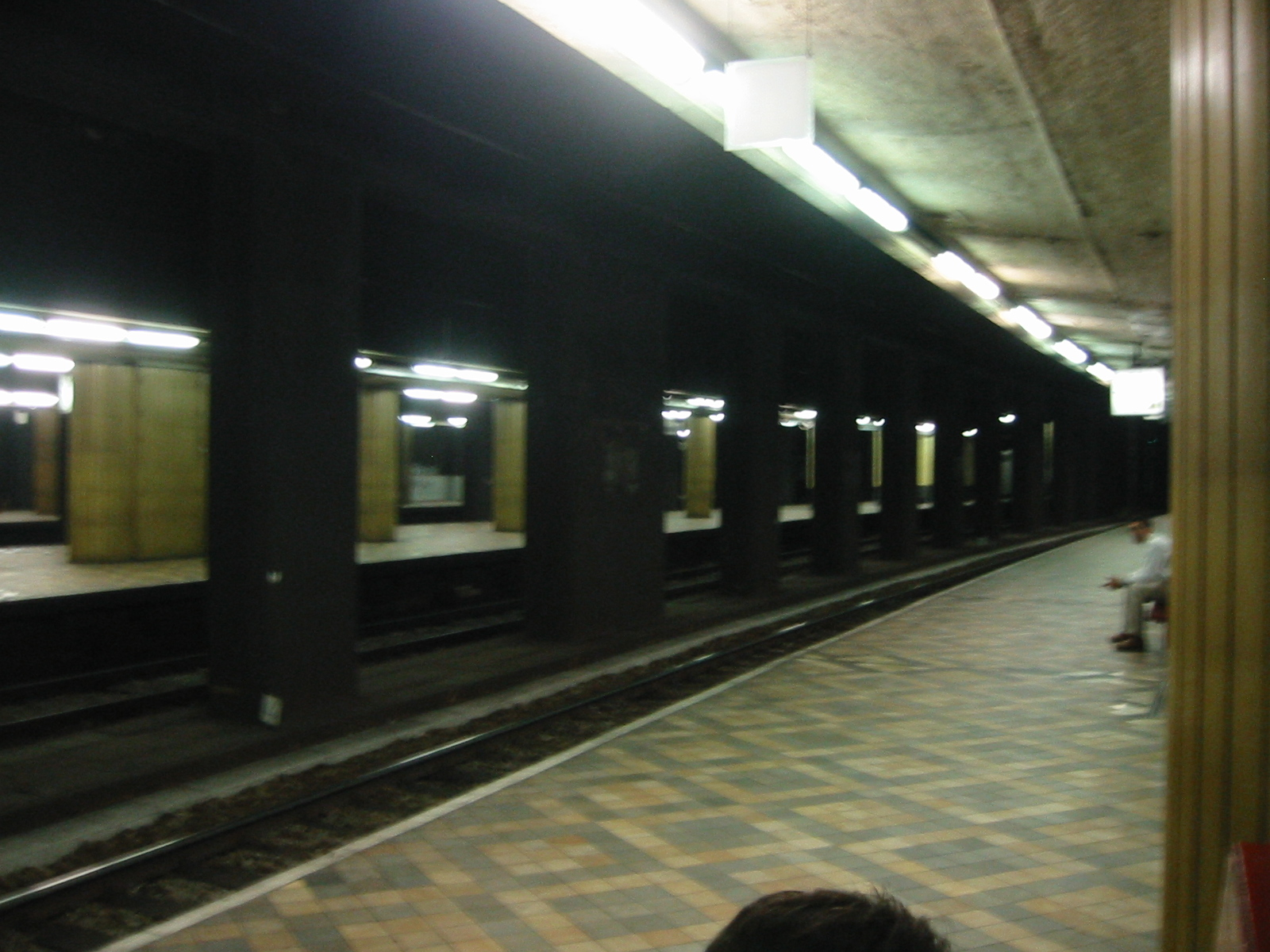
Station Brussel-Centraal, waar de moord plaatsvond

Joe Van Holsbeeck was een 17-jarige tiener die vermoord werd op 12 april 2006 in station Brussel-Centraal. De moord, gevolgd met een gepoogde diefstal van een mp3-speler staat ook wel bekend als de mp3-moord. De moord gebeurde om 16:30 tijdens spitsuur. De moord op Van Holsbeeck overdag in een overvol treinstation heeft veel Belgen geschokt. Beide daders werden later opgespoord en bleken minderjarig te zijn.

## Gebeurtenis
Joe Van Holsbeeck (1 januari 1989) zat die dag samen met een vriend in het station Brussel-Centraal op de trein te wachten waarmee hun vriendin zou arriveren. Plots werden ze aangesproken door twee jongeren die de weg naar de Nieuwstraat vroegen, Mariusz O. (16 jaar) en Adam Giza (18 jaar). Al gauw greep Mariusz O. naar de mp3-speler van het slachtoffer. Toen Joe zich verzette, kreeg hij door Adam Giza zeven messteken recht in de hartstreek. Hij werd tevergeefs gereanimeerd en ten slotte overgebracht naar het Brusselse Sint-Pietersziekenhuis. De twee daders liepen weg richting Grote Markt. Van hen waren echter camerabeelden beschikbaar en de politie kon beschikken over ooggetuigen. Vanwege hun wat donkere uiterlijk ging men in eerste instantie ervan uit dat het om twee jongeren van Noord-Afrikaanse afkomst zou gaan. Doordat een leerkracht een van de jongens herkende, kwam men erachter dat de twee Poolse Romajongeren waren. Mariusz O. werd in België gearresteerd en heeft vervolgens zijn aandeel in de feiten ook bekend. Adam Giza werd op 27 april 2006 in Suwałki (Polen) aangehouden.
Op het proces voor het Brusselse Hof van Assisen (dat begon op 15 september 2008) voerde de advocaat van de ouders van Joe Van Holsbeeck, Meester Marc Preumont, aan dat Adam Giza de intentie had om Joe Van Holsbeeck te doden. Hij leidde dit af uit "het wapen dat klaar was om gebruikt te worden, het aantal messteken, de vastberadenheid en de kracht waarmee de dodelijke steken in de hartstreek werden toegediend". De term 'roofmoord' staat niet letterlijk in het Belgisch Strafwetboek. Wel spreekt het art. 475 van het Strafwetboek van "doodslag, gepleegd om diefstal of afpersing te vergemakkelijken of om de straffeloosheid ervan te verzekeren".
De jury van het Hof van Assisen bevond Adam Giza op 23 september 2008 schuldig aan diefstal met geweld en de dood tot gevolg, maar zonder de intentie om te doden. Adam Giza werd veroordeeld tot 20 jaar cel. Dit is de minimumstraf die hij volgens het artikel 474 van het Strafwetboek kon krijgen.
De feiten speelden zich af op klaarlichte dag, tijdens het spitsuur (rond 16.30 uur). Op dat moment waren honderden pendelaars aanwezig in de overvolle lokettenzaal maar niemand durfde in te grijpen. De moord werd in de verscheidene media de mp3-moord genoemd.

## Begrafenis
Joe werd op donderdag 20 april 2006 in Haren begraven. De scouts uit de zeeverkennersgroep waar Joe deel van uitmaakte, vormden een kring rondom de kerk. Leeftijdsgenoten uit de buurt kwamen ook massaal naar de uitvaart. Het deel van de begraafplaats waar Joe ter aarde besteld is, zal naar hem vernoemd worden.

## Uitlevering
Op 25 juli 2006 bepaalde een Poolse rechtbank dat Giza uitgeleverd moest worden aan België. Ook bepaalde de rechtbank dat Giza, mocht hij veroordeeld worden voor de moord op Van Holsbeeck, zijn straf in Polen zou moeten uitzitten. Giza werd aan België uitgeleverd op 2 augustus 2006.

## Politieonderzoek
Op 21 april gaf het gerechtelijke onderzoeksteam de videobeelden van de daders vrij, in de hoop ze snel te kunnen vinden. De beelden werden ook gebruikt om de precieze lengte van de daders te berekenen. Preciezere videobeelden uit winkelcentrum Opus in de buurt werden op 25 april vrijgegeven.
Diezelfde dag werd bekendgemaakt dat het vermoedelijke moordwapen, een mes, op de vluchtroute gevonden was door een dakloze. Doordat het door te veel mensen was vastgehouden, waren de vingerafdrukken onbruikbaar geworden. Het onderzoek richtte zich op het DNA van het bloed op het mes. Later, op maandag 24 april, verklaarde de politie dat het hoogstwaarschijnlijk niet om het moordwapen ging omdat de vuilbak waarin het mes gevonden werd niet op de vluchtroute van de daders lag zoals die gereconstrueerd kon worden door verschillende camera-opnames.
Op dinsdag 25 april werd bekend dat de Brusselse politie een illegaal in België verblijvende Poolse jongen van zestien jaar uit Anderlecht had opgepakt. Een docent van het Atheneum Leonardo da Vinci in Anderlecht waar hij school liep, had hem op videobeelden in het premetrostation Beurs herkend. In de loop van de dag legde de jongen, Mariusz O., een volledige bekentenis af. Hij zat een tijd lang in voorlopige hechtenis in de gesloten instelling van Kasteelbrakel. Mariusz was degene die de mp3-speler stal.
Adam Giza, een tweede Pool van zeventien (geboren in 1988), die ervan verdacht wordt de dader van de roofmoord te zijn, werd op donderdag 27 april 2006 in Suwałki in het noordoosten van Polen, dicht bij grens van Litouwen, aangehouden. De arrestatie werd door directeur Glenn Audenaert van de Federale Politie bevestigd: Giza was degene die Joe neerstak.

## Impact
Na de moord werd het gerucht gelanceerd dat Joe Van Holsbeeck door Marokkanen zou zijn vermoord. De daders bleken Roma met de Poolse nationaliteit te zijn. De eerste voorbijganger die aan de zwaargewonde Van Holsbeeck de eerste zorgen toediende, was van Marokkaanse komaf. 
Aan de moord wordt in de media gerefereerd als een voorbeeld van zinloos geweld, hoewel roofmoorden in criminologische termen geen subgroep van zinloos geweld vormen.
Op zondag 23 april werd een stille mars in Brussel georganiseerd tegen zinloos geweld; nevendoelstellingen waren het uiten van intolerantie tegenover criminaliteit, voortzetting van de interculturele en interreligieuze dialoog en die over openbare veiligheid. Deze stille mars was oorspronkelijk een idee van het toenmalig Brussels Spirit-parlementslid Fouad Ahidar; de tocht werd daarentegen apolitiek. Volgens de politie namen 80.000 mensen deel aan de sereen verlopen betoging. Aan de betoging namen eveneens veel personen van Noord-Afrikaanse afkomst deel om daarmee hun afschuw te tonen over deze moord die — zo veronderstelde men op dat moment — door Noord-Afrikaanse jongeren zou gepleegd zijn.

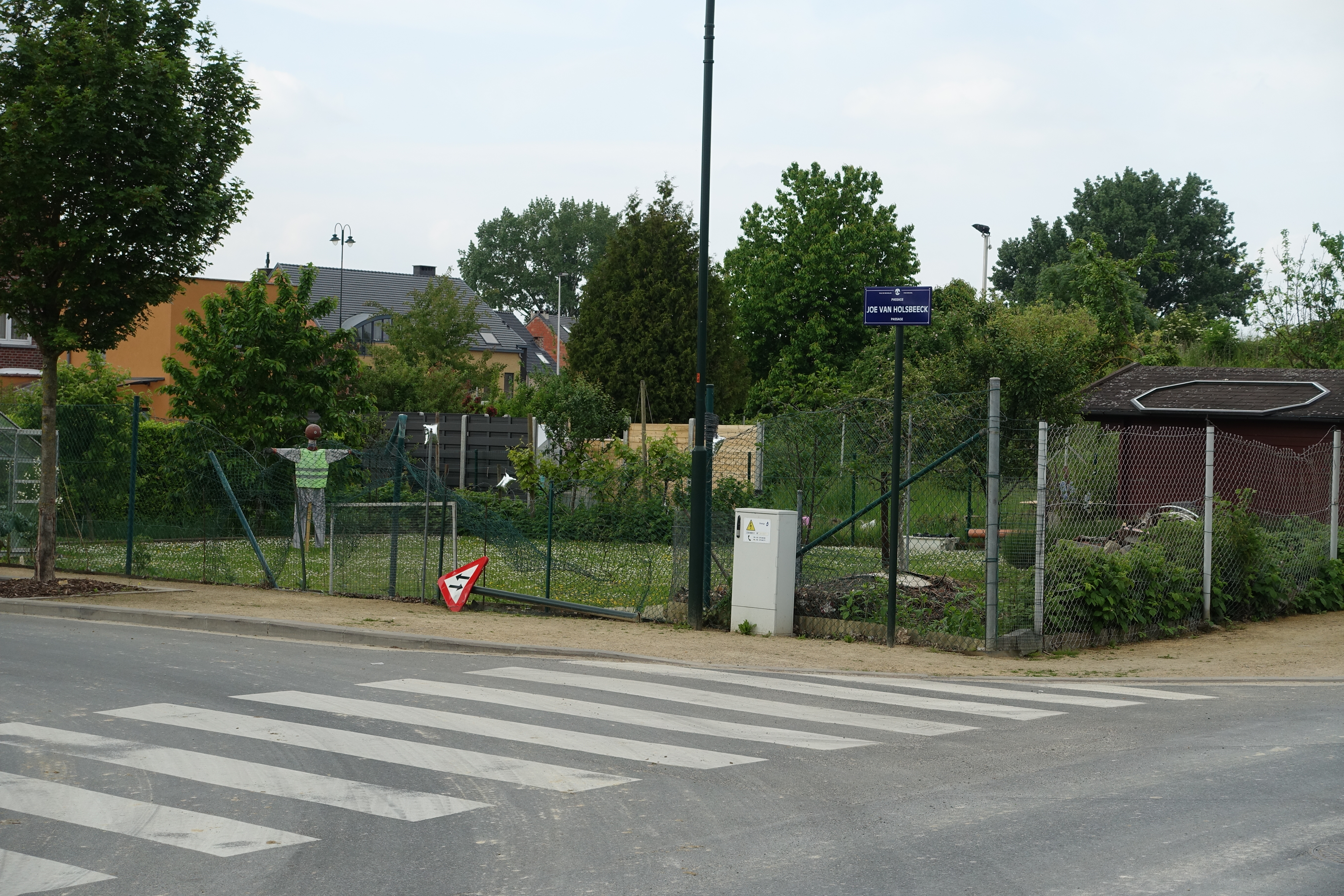
Joe Van Holsbeeckpassage in Haren

## Gevolgen
Het debat over illegalen en de toelating tot België van Poolse werknemers wakkerde door de moord weer aan. De al op stapel staande verscherping van het jeugdsanctierecht werd met spoed door de Senaat afgehandeld. Federaal minister van Binnenlandse Zaken Patrick Dewael stelde voor een tweede jeugdgevangenis te gaan bouwen.

## Eerbetoon
In Haren, het dorp waar Joe Van Holsbeeck woonde, werd in 2013 een kleine straat naar hem vernoemd, de Joe Van Holsbeeckpassage.